# Stone (englische Band)
Stone ist eine englische Rockband aus Liverpool.

## Geschichte
Die Band entstand im Jahre 2019 nach der Auflösung der Band The Bohos. Sänger Fin Power ist der Sohn von John Power, dem ehemaligen Bassisten der Band The La’s und Sänger der Band Cast. Komplettiert wurden Stone vom Gitarristen Elliot Gill, der Bassistin Sarah Surrage und dem Schlagzeuger Alex Smith. Im Juli 2022 wurden Stone vom Plattenlabel Polydor unter Vertrag genommen und traten am selben Tag im Vorprogramm von Sam Fender im Londoner Finsbury Park auf. Es folgten Auftritte bei den Reading and Leeds Festivals sowie eine Tournee im Vorprogramm von Yungblud. Am 18. November 2022 veröffentlichten Stone ihre Debüt-EP Punkadonk, die vom britischen Magazin NME auf ihrer Liste der 20 besten Mixtapes und EPs des Jahres geführt wurde. Im Juni 2023 nahmen Stone an Bruce Springsteens Konzert im Londoner Hyde Park teil. Am 27. Oktober 2023 folgte die zweite EP Punkadonk 2, bevor Stone das Jahr mit einer Tournee durch das Vereinigte Königreich im Vorprogramm der DMA’s beendete. Anschließend nahm die Band mit dem Produzenten Rich Costey ihr Debütalbum Fear Life for a Lifetime auf, welches am 12. Juli 2024 erschien.

## Stil
Die Band bezeichnet sich selbst als Schmelztiegel aus Alternative Rock, Punk und Hip-Hop und nennt als Haupteinflüsse Bands und Künstler wie die Pixies, The Smashing Pumpkins, Gang of Four, N.W.A und Led Zeppelin. Sänger Fin Power nennt Künstler wie The Streets, Dave und Joy Division als Inspirationsquelle für seine Texte. Rishi Shah vom britischen Magazin Kerrang schrieb, dass die Liverpooler Gitarrenmusik wegen Bands wie Stone, The Mysterines und Crawlers in sicheren Händen wäre.

## Diskografie

### Alben
- 2024: Fear Life for a Lifetime

### EPs
- 2022: Punkadonk
- 2023: Punkadonk 2
- 2025: Fear Life for a Lifetime (Acoustic Versions)

### Singles (Auswahl)
- 2020: Leave It Out
- 2021: Let’s Dance to the Real Thing
- 2022: Money (Hope Ain’t Gone)